# Śniadanie do łóżka

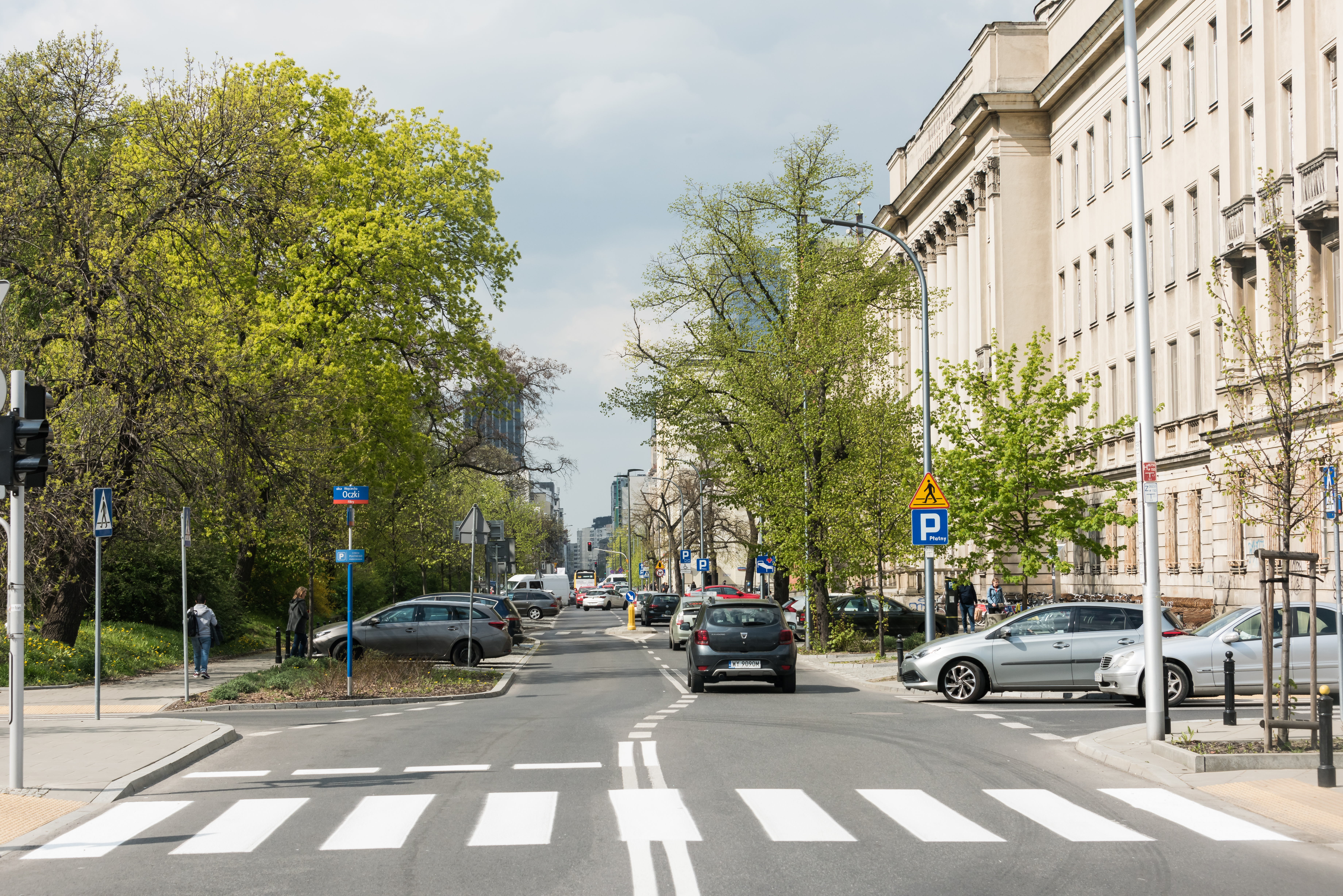
Skrzyżowanie ul. Lindleya i ul. Oczki na Ochocie w Warszawie – miejsce, w którym na początku filmu wpadają na siebie jednośladami Marta i Piotr

Śniadanie do łóżka – polska komedia romantyczna w reżyserii Krzysztofa Langa, której premiera odbyła się 10 listopada 2010 roku. Zdjęcia zakończyły się we wrześniu 2010.
Plenery: Warszawa.

## Fabuła
Życie Piotra, utalentowanego kucharza w warszawskiej restauracji „Figaro”, wali się w gruzy. Jednego dnia nie ze swojej winy, po wizycie konsumpcyjnej w  „Figaro” znanego krytyka kulinarnego Nowaczka, traci pracę, a po przedwczesnym powrocie do mieszkania przyłapuje swoją narzeczoną z francuskim kochankiem. Szczęśliwie w trudnych chwilach Piotra wspiera go przyjaciel Konrad, miłośnik japońskiej kuchni i Japonek.
Piotr udaje się na posiłek do restauracji „Odjazd”, w której przez przypadek zachwyca właściciela swymi zdolnościami kulinarnymi, dzięki którym otrzymuje tam posadę. Szczęśliwy los dodatkowo krzyżuje drogi Piotra, użytkownika skutera i stylistki Marty, rowerzystki, w której się zakochuje. W „Odjeździe” talenty Piotra odkrywa redaktor Janicki i zaczyna go promować, dzięki czemu Piotr otrzymuje ofertę udziału w sesji zdjęciowej i staje się kulinarnym celebrytą. Na zakończenie wzajemne uczucia Piotra i Marty rozkwitają.

## Obsada
- Tomasz Karolak – jako Piotr
- Piotr Adamczyk – jako Konrad, przyjaciel Piotra
- Izabela Kuna – jako Ewa, narzeczona Piotra
- Małgorzata Socha – jako Marta
- Jakub Stoiński – jako Kuba, syn Marty
- Wojciech Solarz – jako Bartek, współpracownik i przyjaciel Marty
- Michał Koterski – jako Zbig, fotograf agencji
- Krzysztof Kiersznowski – jako Ludwik, właściciel restauracji „Odjazd”
- Mirosław Zbrojewicz – jako właściciel restauracji „Figaro”
- Tomasz Borkowski – jako kierownik sali w restauracji „Figaro”
- Robert Wabich – jako kucharz w restauracji „Odjazd”
- Joanna Kurowska – jako Elwira, kierowniczka w restauracji „Odjazd”
- Piotr Bikont – jako krytyk kulinarny Nowaczek
- Tomasz Sapryk – jako redaktor Paweł Janicki
- Michał Meyer – jako Tomek
- Barbara Kurzaj – jako szefowa sesji zdjęciowej
- Jerzy Matula – jako właściciel mieszkania najmowanego przez Piotra
- Iwona Bielska – jako matka Bartka
- Sambor Czarnota – jako znajomy Marty
- Andrzej Konopka – jako prywatny detektyw
- Marta Dąbrowska – jako Anka
- Adam Gessler – jako właściciel restauracji
- Zbigniew Konopka – jako właściciel restauracji
- Hai Bui Ngoc – jako właściciel restauracji
- Dariusz Kordek – jako Sebastian
- Erwin Kotányi – jako właściciel firmy Kotányi

## Ścieżka dźwiękowa
Autorem ścieżki dźwiękowej jest Grzegorz Daroń. Komedię promowała tytułowa piosenka Andrzeja Piasecznego z muzyką Seweryna Krajewskiego. Muzyka z filmu (w tym piosenki w wykonaniu Andrzeja Piasecznego i Katarzyny Cerekwickiej) była dostępna w sprzedaży od końca 2010 roku.